# Šranecké piesky
Šranecké piesky jsou chráněný areál na území vojenského újezdu Záhorie v okrese Malacky v Bratislavském kraji na Slovensku. Území bylo vyhlášeno v roce 2012 a jeho rozloha je 987,59 hektaru. Předmětem ochrany jsou biotopy teplomilných ponticko-panonských doubrav na spraši, vnitrozemské panonské písečné duny a vřesoviště.